# ФАТХ
ФАТХ, або Фатаг (араб. فتح;) абревіатура від назви Harakat al-Tahrir al-Watani al-Filastini; (араб. حركة التحرير الوطني الفلسطيني: Рух за національне визволення Палестини) — одна з політичних партій Палестинської автономії. Дотримується лівих поглядів, належить до Соціалістичного інтернаціоналу. За життя засновника партії Ясіра Арафата була основною провладною партією Палестини, після його смерті та з посиленням інших рухів та партій зазнала поразки у виборах 2006 року. Партія контролює Західний Берег Йордану, виступає за політичне урегулювання з Ізраїлем.
До 1988 року, коли вона офіційно відмовилася від терактів проти мирних громадян, визнавалася терористичною організацією в Ізраїлі і США. Продовжує контролювати ряд воєнізованих організацій, які здійснювали теракти проти ізраїльських громадян після формальної відмови ФАТХ від політики терактів в 1988 році і після Угод в Осло (1993).

## Назва
ФАТХ (فتح, FaTaH) є перевернутою, тобто прочитаною від кінця до початку, абревіатурою назви організації. Прямий акронім з оголосом — «HaTaF», арабською означає «смерть», тоді як зворотний — «перемогу» або «завоювання».

## Історія
Рух було засновано в другій половині 50-х років (різні джерела називають дати від 1954 до 1959) в Кувейті. Однак офіційним днем його народження вважається 1 січня 1965 року — день проведення першої терористичної операції на території Ізраїлю. Це була невдала спроба диверсії на Всеізраїльському водопроводі. Серед творців ФАТХ — Ясір Арафат і Абу-Джихад.
У 1969 році Ясір Арафат очолив Організацію звільнення Палестини, і з тих пір представники ФАТХ становлять більшість у виконкомі ООП і визначають її політику.
З 1975 року бойовики організації проходили навчання в СРСР в 165-му навчальному центрі з підготовки іноземних військовослужбовців
На виборах 20 січня 1996 року Ясір Арафат був обраний президентом палестинської автономії, а ФАТХ отримала більшість — 47 з 88 місць в палестинській законодавчій раді першого скликання.
Після смерті Ясіра Арафата в 2004 році пост керівника ФАТХ успадкував Фарук Каддумі, який негативно відносився до угоди в Осло і відмовився в 1994 році переїхати з туніського вигнання в створену тоді Палестинську автономію. Більшість членів керівних органів ФАТХ в Центральному комітеті і революційній раді підтримали нового голову виконкому ООП — Махмуда Аббаса.
25 листопада 2004 року Революційна рада руху «ФАТХ» затвердила рішення ЦК ФАТХ про висунення кандидатом в президенти ПНА Махмуда Аббаса, за це рішення проголосували 100 з 129 членів ради.
13 грудня 2005 року Центральний комітет ФАТХ висунув передвиборчий список на чолі з прем'єр-міністром автономії Ахмедом Куреї. У відповідь 14 грудня зі складу руху ФАТХ вийшла група молодих лідерів на чолі з Марваном Баргуті, який оголосив про створення власної партії «Аль-Мустакбаль» («Партії майбутнього»). У передвиборчий список нової партії увійшли такі помітні діячі ФАТХ, як Мохаммед Дахлан і Джібріль Раджуб, яких «непримиренні» палестинські політики вважають ставлениками Заходу. До кінця грудня 2005 року спочатку члени організації, що спочатку відмовилися від членства в русі, все ж погодилися повернутися до виборчого списку ФАТХ, який очолив Баргуті.
На виборах в Палестинську законодавчу раду другого скликання 25 січня 2006 року по партійним спискам ФАТХ незначно програв за кількістю набраних голосів руху ХАМАС (41,43 % проти 44,45 %, тобто 28 місць проти 29), і програв в більшості мажоритарних округів, втративши більшість у парламенті автономії (у ХАМАС — 74 місця з 132, у ФАТХ — 45). Під контролем ФАТХ залишилися структури, підлеглі президенту автономії Аббасу (тобто більшість силових структур автономії) і виконком Організації визволення Палестини (тобто органи, які контролюють і міжнародні контакти Палестини і, що особливо важливо, переговори з Ізраїлем).
У лютому 2006 року лідери ФАТХ вели переговори з представниками руху ХАМАС про можливе входження в новий склад уряду автономії. Проте, за підсумками переговорів ФАТХ відмовилося увійти в уряд, оскільки ХАМАС не погодився з вимогою включити в програму дій уряду тезу про те, що ООП є єдиним законним представником палестинського народу (ХАМАС наполягає на реорганізації ООП, зокрема, на включенні своїх представників до виконкому ООП). Внаслідок програної ним у 2007 битви за Газу рух втратив контроль над сектором Гази.
13 серпня 2009 року завершився 6-й з'їзд ФАТХ, на якому була прийнята політична платформа руху. До статуту ФАТХ, який закликає до знищення Ізраїлю, не були внесені поправки.
На цьому з'їзді в революційну раду ФАТХ вперше був обраний ізраїльтянин єврейського походження Урі Девіс.